# Yuja Wang
Yuja Wang (ˈjuːd͡ʒɑ ˈwɑŋ; chinesisch 王羽佳, Pinyin Wáng Yǔjiā; * 10. Februar 1987 in Peking) ist eine chinesische Pianistin, die in New York lebt.

## Leben und Wirken
Wang wuchs als Tochter einer Tänzerin und eines Perkussionisten in Peking auf. Ersten Klavierunterricht erhielt sie mit sechs Jahren und studierte zunächst am Musikkonservatorium in Peking. Mit 14 Jahren setzte sie ihr Studium am Mount Royal College im kanadischen Calgary fort und wechselte 15-jährig ans Curtis Institute of Music in Philadelphia, um bei Gary Graffman weiter zu studieren.
Nach ersten Preisen 2001 fand 2003 ihr Debüt in Europa statt. Im Januar 2009 unterzeichnete Wang einen Vertrag mit der Deutschen Grammophon und spielte beim Eröffnungskonzert des Lucerne Festivals zusammen mit Claudio Abbado und dem Lucerne Festival Orchestra Prokofjews Klavierkonzert Nr. 3.
Von der Saison 2009/10 bis 2011/12 war Yuja Wang Künstlerin der Reihe Junge Wilde am Konzerthaus Dortmund. 2011 spielte sie Rachmaninows Konzert Nr. 2 mit Dirigent Yuri Temirkanov beim Verbier Festival und Konzert Nr. 3 mit Dirigentin Xian Zhang und der Sächsischen Staatskapelle Dresden im Sommer 2012.
2016 trat sie gemeinsam mit Martin Grubinger in Peking, Wien, München, Zürich und Tel Aviv auf. 2019 trat sie zusammen mit dem Violinisten Leonidas Kavakos im Prinzregententheater in München, im Konzerthaus in Wien und in der Carnegie Hall in New York auf. Am 20. Juni 2019 agierte sie als Stargast beim Sommernachtskonzert der Wiener Philharmoniker unter der Leitung von Gustavo Dudamel und interpretierte als Solistin George Gershwins Rhapsody in Blue.
Zum 40. Geburtstag des alljährlichen Waldbühnenkonzerts der Berliner Philharmoniker im Jahr 2024 war sie die Solistin beim 1. Klavierkonzert von Prokofiew. Danach gab sie eine Zugabe.

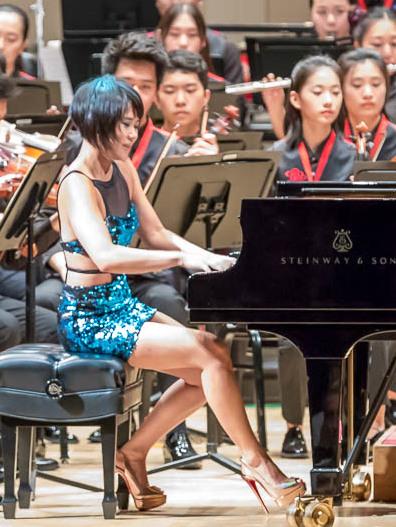
Yuja Wang in der Carnegie Hall, 2017

## Stilikone
Wang sorgt nicht allein durch ihr virtuoses Spiel für Aufmerksamkeit, sondern ihre Auftritte in figurbetonten Minikleidern und in High Heels – bevorzugt vom französischen Designer Christian Louboutin – sorgten ebenfalls für Schlagzeilen. Das australische Klassik-Magazin Limelight zählt sie zu den zehn führenden Stilikonen der klassischen Musik.

## Diskografie
- 2009: Sonatas & Etudes (Werke von Frédéric Chopin, György Ligeti, Alexander Skrjabin)
- 2010: Transformation (Werke von Igor Strawinski, Johannes Brahms, Maurice Ravel, Domenico Scarlatti)
- 2011: Rachmaninow: Klavierkonzert Nr. 2 und Rhapsodie über ein Thema von Paganini (mit dem Mahler Chamber Orchestra unter Claudio Abbado)
- 2012: Fantasia (Werke von Rachmaninow, Scarlatti, Schubert u. a.)
- 2013: Rachmaninow: Klavierkonzert Nr. 3 und Prokofjew: Klavierkonzert Nr. 2 (mit der Sinfónica de la Juventud Venezolana Simón Bolívar unter Gustavo Dudamel)
- 2014: Brahms: Violinsonaten (mit Leonidas Kavakos)
- 2015: Maurice Ravel: Klavierkonzert G-Dur und Konzert für die linke Hand (mit dem Tonhalle-Orchester Zürich unter Lionel Bringuier); Gabriel Fauré, Ballade op. 19[13]
- 2023: The American Project (Werke von Teddy Abrams und Michael Tilson Thomas)
- 2024: The Vienna Recital (Werke von Albéniz, Skrjabin, Beethoven u. a.)

## Auszeichnungen
- 2006: Gilmore Young Artist Award.[14]
- 2009: Young Artist of the Year, Gramophone Award.[15]
- 2010: Avery Fisher Career Grant des Lincoln Center.[16]
- 2011: Nachwuchskünstler des Jahres, Echo Klassik.
- 2012: Nominierung für das Beste klassische Instrumentalsolo bei den Grammy Awards für die Aufnahme: Sergei Rachmaninow: Klavierkonzert Nr. 2 in C-Moll op. 18; Rhapsody on a Theme of Paganini mit dem Mahler Chamber Orchestra unter der Leitung von Claudio Abbado.
- 2016: Artist of the Year 2017 der US-amerikanischen Zeitschrift Musical America.[17]
- 2025: Benennung eines Asteroiden nach ihr: (56018) Yujawang.[18]